# 霍加爾德教堂

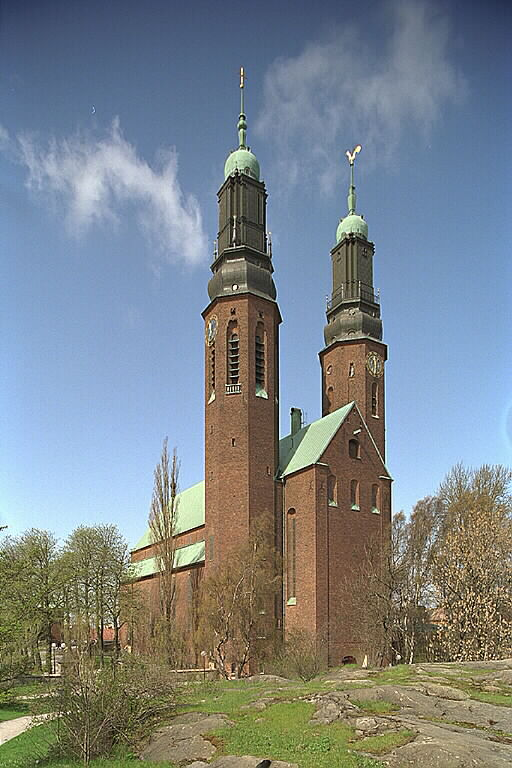
霍加爾德教堂

霍加爾德教堂（瑞典語：Högalidskyrkan）是位於瑞典首都斯德哥爾摩的一座教堂，建築設計者是Ivar Tengbom，修建於1916年至1923年。該教堂是斯德哥爾摩地標之一，也是瑞典國家浪漫主義建築的代表作之一。

## 外部連結
- 官方网站